# Santa Maria de Viladelleva
La Mare de Déu de Viladelleva és una capella romànica aïllada al poble de Viladelleva a uns 6 km del nucli urbà de la vila de Callús, a la comarca catalana del Bages. És una obra inclosa en l'Inventari del Patrimoni Arquitectònic de Catalunya.

## Descripció
Aquesta església, de dimensions força petites, presenta una planta amb nau rectangular i absis trapezoïdal; aquest fet ha portat a considerar-la en alguna ocasió i erròniament com a preromànica. L'absis, situat al l'est, és més baix que la nau i s'obre a aquesta a través d'un arc de mig punt. Al centre de la capçalera hi ha un gran finestral rectangular refet modernament i una petita espitllera. La nau és coberta amb volta de canó.
La porta d'accés, a ponent, és de mig punt, adovellada. Al davant d'aquesta hi ha un porxo d'entrada, posterior a l'església. El campanar situat també a ponent és força massís i té estructura d'una petita torre. L'aparell és obrat amb carreus disposats en filades i sense ornamentació.

## Història
Aquesta església es trobava dins l'antic terme del castell de Callús, al lloc de Viladelleva, que és documentat des del 1025 en una venda de terres al lloc dit Vila de Leva, prop del riu Malceres.
Probablement fou propietat de la família Montcada, que la cedí a la canònica de Vic. Es creu que l'església és la que amb la mateixa advocació de Santa Maria apareix el 1033 en una donació entre germans de la família Montcada. També es considera que correspon a aquesta capella la referència de 1060 d'una església de Santa Maria situada a Vila Mancada prop del riu Malchers.
Les notícies sobre el culte són tardanes. Les visites pastorals del bisbe Pascual, entre el 1685 i el 1693, són les que aporten més detalls. La capella fou profanada el 1936. el 1962 la comprà Jordi Planas, prop. Del mas Ferrer, que impulsà la seva restauració i manté el culte.